# محمد بن ثعلب الشيرازي
محمد بن ثعلب بن عبد الله بن نعمات الله بن صدر الدين بن الشيخ بهاء الدين الشيرازي هو طبيب فارسي من شيراز في إيران عاش في القرن الخامس عشر. يُعرف محمد الشيرازي بدليله العربي الواسع والمُكثَّف عن الأمراض واختبار العلاجات مُجرَّبات. والذي كتبه محمد لشخص غير معروف يُدعى الحسن بن أبي يحيى بن بركات المذكور في عنوان الكتاب: معلومات مفيدة للحسن في اختبار العلاجات الطبية. ولم يُوجد لهذا الكتاب إلا نُسختين، الأولى في المكتبة الوطنية للطب، والأخرى في مدينة دبلن. وقد نُسِخ الكتاب الثاني في عام 1715، وبالتالي يجب أن يكون المؤلف عاش قبل هذا الوقت. وينص سومر على أن محمد بن ثعلب الشيرازي قد تُوفي عام 1467.